# Batalla de Benevent (275 aC)
La batalla de Benevent de l'any 275 aC va ser l'última batalla lliurada entre les forces de Pirros de l'Epir (amb els seus aliats samnites) i la República Romana, dirigida pel cònsol Mani Curi Dentat. Es va lliurar a prop de Benevent, al sud d'Itàlia durant la Quarta guerra samnita en les anomenades Guerres pírriques, i va ser central en la posterior expansió romana.
Les tropes de Pirros s'havien desgastat per les recents guerres a Sicília, i per les anteriors victòries pírriques sobre els romans. Encara que la batalla no va ser concloent, Pirros va decidir posar fi a la seva campanya a Itàlia i el va fer tornar a l'Epir. A conseqüència d'això, algunes fonts modernes diuen erròniament que Pirros va perdre la batalla.
Un exèrcit romà va marxar cap al sud per atacar Pirros i va erigir un campament fortificat prop de la ciutat de Malventum. Pirros es va acostar a Malventum amb un exèrcit estimat de 20.000 infants, 3.000 genets i 20 elefants, tot i que la major part de la infanteria era italiana. L'exèrcit romà, debilitat per les desercions de les tropes aliades d'Itàlia a favor de Pirros, sumava al voltant de 17.000 soldats d'infanteria i 1.200 de cavalleria. Els exploradors de Pirros van observar el campament romà i va prendre l'opció arriscada d'un atac nocturn per sorpresa. Va ser una mala decisió. Les seves tropes van trigar més del previst en arribar al camp, i els romans els van descobrir. Van rebutjar l'atac epirota i Pirros va perdre la meitat dels seus elefants, que no podia substituir.
L'endemà, els romans van prendre l'ofensiva. El seu primer assalt va fracassar a causa de l'hàbil ús Pirros dels elefants que li quedaven i per la resistència dels hoplites epirotes, però un segon atac, segurament amb fletxes de foc, va provocar l'estampida dels elefants que van destruir la falange epirota, obligada a retirar-se del camp de batalla de forma desordenada. A Pirros no li va quedar més remei que retirar-se, i els romans van aconseguir una victòria molt ajustada.
Derrotat i sense aliats a Itàlia, Pirros va abandonar la Magna Grècia als romans, i va marxar cap a l'Epir, emportant-se 8.000 soldats d'infanteria i 500 de cavalleria. Les seves últimes paraules abans de sortir d'Itàlia, es diu que van ser: "Quin camp de batalla, me'n vaig de Cartago i Roma.
El 272 aC Tàrent es va rendir a Roma. El 270 aC Roma va conquerir la darrera ciutat grega independent d'Itàlia, Regium. Ja dominava la totalitat del que ara es diu Itàlia, a excepció de la part nord del riu Po, coneguda llavors com la Gàl·lia Cisalpina.
Encara que els romans no van aconseguir mai derrotar a Pirros en el camp de batalla, van ser capaços de guanyar una guerra de desgast contra del que va ser considerat el millor general del seu temps, i un dels grans de l'antiguitat. Així van aconseguir ser una gran potència a la Mediterrània. Les batalles dels romans contra Pirros també van ser una indicació de la superioritat de la legió romana sobre la falange, a causa de la major mobilitat de la legió.